# Cunit
 (mai 2020).
Si vous disposez d'ouvrages ou d'articles de référence ou si vous connaissez des sites web de qualité traitant du thème abordé ici, merci de compléter l'article en donnant les références utiles à sa vérifiabilité et en les liant à la section « Notes et références ».
Cunit est une commune de la comarque du Baix Penedès dans la province de Tarragone en Catalogne (Espagne).

## Géographie

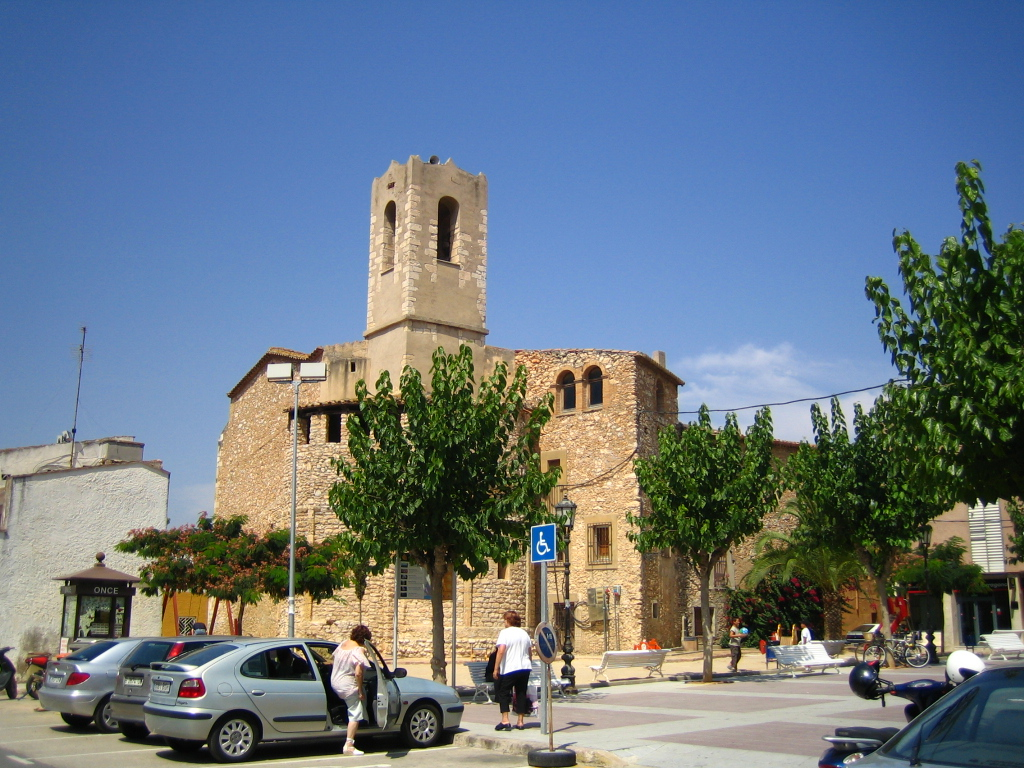
Plaça de Catalunya (Plaça del Casal)

La ville de Cunit se trouve dans la troisième couronne de la zone urbaine de Barcelone. Elle est délimitée à l'Est par Segur de Calafell (localité de la municipalité de Calafell) dans la même comarque et à l'Ouest par Cubelles qui se situe dans la comarque du Garraf et au Nord par la ville de Castellet y Gornal dans la comarque du Haut Pénèdès, les deux dernières villes se trouvant dans la province de Barcelone.

## Environnement

### Climatologie
Son climat méditerranéen confère des hivers doux et des étés chauds.

### Géographie
Son paysage est typiquement méditerranéen. Cunit est connue pour ses 2,5 km de plages de sable fin, protégées par des brise-vagues caractérisés par leur forme semi-circulaire, mais cette ville possède également des plaines agricoles (appelées Prats de Cunit et Plana del Castell) et s'étend jusqu’aux montagnes situées au nord de la ville (Sierra de San Antoni), qui constituent les dernières montagnes du littoral.
Les montagnes les plus hautes se trouvent dans les sierras du Nord. Les points culminants incluent Cal Santo avec 141 mètres d'altitude et le col de l'Avenc (141,2 m) et le Puig de la Nina (194,9 m).

### Hydrologie
Le système hydraulique appartient aux bassins internes de la Catalogne, et plus particulièrement aux bassins des rivières de Calafell-Torredembarra.

### Milieu maritime

#### Plages
L'une des principales attractions de la municipalité sont ses 2,5 kilomètres de plage de fin doré en forme de criques, protégées par sept digues longitudinales dont quatre sont en forme d’îlots. Ces jetées ont été construites au début des années 1980 en raison de la construction du réservoir de Foix et des ports de Cubelles (au nord) et de Segur de Calafell (au sud) qui ont entraîné un déséquilibre morphologique, occasionnant le disparition des plages.
Depuis 1977, Cunit reçoit le drapeau bleu décerné par la Fondation Européenne pour l'Éducation Environnementale.

#### Distribution des côtes

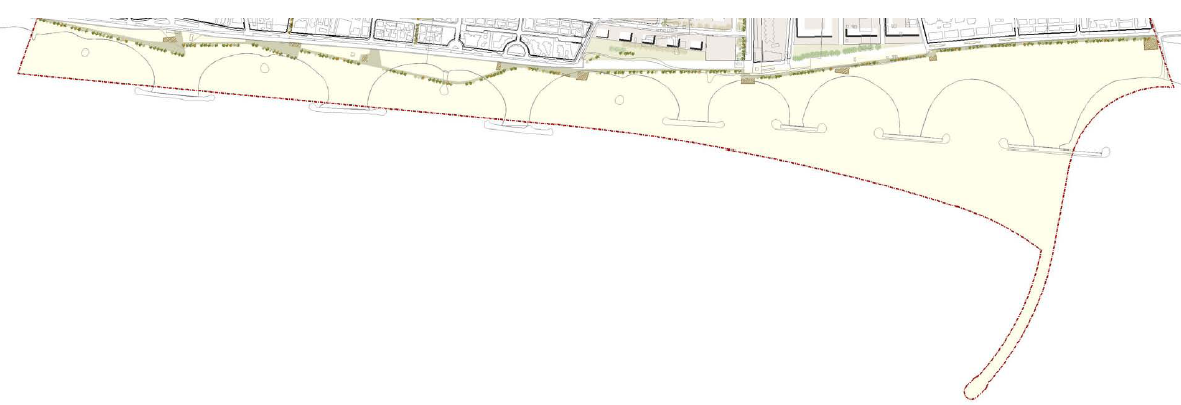
Projet de réforme du littoral de Cunit - Comparaison avec la situation en 2007.

La concentration d'infrastructures a eu un grand impact sur le milieu environnemental du territoire et sur la côte, comme le futur port de plaisance de Cubelles, la présence d'une centrale électrique à cycle combiné, l’emplacement d’une usine de dessalement ont ouvert un débat qui remet en question la présence de ces brises-vagues. Pour certains, ces brise-vagues ne remplissent pas leur rôle de protection des plages et posent un risque supplémentaire tandis que pour d’autres, ils constituent des éléments distincts par rapport aux municipalités voisines.
D'après le projet de réforme du Ministère de l’environnement, ces brises-vagues existants seraient remplacés par une digue transversale à l’actuelle rive, longue de plus de 300 mètres allant jusqu'au port de Cubelles. Ce futur long brise-vague générerait une large plage linéaire (de plus de 250 mètres de large s’avançant de 50 mètres sur la plage de Segur de Calafell).
La ville de Cunit attend actuellement de recevoir le rapport sur l’ordonnancement de ses plages dont a actuellement la charge l'Université de Cantabrie.

#### Fond Maritime
WWF/Adena[Qui ?] a proposé à la ville de l'inclure dans les listes officielles de LIC (Lieux d’intérêt commun) pour son environnement maritime contenant notamment des Posidonia Oceanica[Quoi ?].

## Histoire
Les origines de Cunit remontent à l’époque préhistorique, les vestiges archéologiques retrouvées datent de 3700 avant notre ère.
Les premiers habitants de la commune sont bien documentés grâce à la découverte de six sites répertoriés. Il s'agit d’une population nombreuse et dispersée. Il existait un lien constant avec les autres communes voisines de la façade maritime du Penedès où l’on a pu constater l’existence d’un intense trafic commercial. Une relation qui a sans doute joué un grand rôle dans la transformation des habitudes et des coutumes des premiers habitants.

## Patrimoine

### Église romane Saint Cristobal
On[Qui ?] sait que durant le Moyen Âge des tunnels de communication ont été construits. Ils servaient à connecter l'église romane avec l'auberge historique La Diligence.

## Démographie
En 1590, bien que la ville restait presque dépeuplée en raison des attaques de piraterie surtout en 1581, le Mas de Vila-Seca continuait à être habité. On[Qui ?] a aussi la preuve[Laquelle ?] de l'existence d'un village de pêcheurs vivant près de la côte entre 1638 et 1670. Ces pêcheurs avaient depuis des temps très reculés le droit de pêcher le dimanche et les jours de fête au cours de l’après-midi, en donnant un poisson comme dîme à la paroisse[réf. nécessaire].
À partir de 1960, ce lieu se convertit en un centre de vacances d'été pour les habitants de la métropole barcelonaise. Ces derniers commencèrent à établir leurs résidences secondaires sur cette partie de la côte Dorada.
La population actuelle[évasif] se situe autour des 12 464 habitants. Une partie de cette nouvelle population vient de Barcelone et de ses environs et dans une moindre mesure de Tarragone et de Saragosse.

### Composition de la population suivant la nationalité
- Espagnole: 83,25 % (84,10 %)
- Européenne: 0,66 % (0,67 %)
- Africaine: 6,36 % (6,20 %)
- Nord-américaine et Centro-américaine : 0,69 % (0,59 %)
- Sud-américaine: 5,01 % (4,85 %)
- Asiatique et océanique: 0,38 % (0,31 %)

### Développement territorial
À partir des années 1950, la ville commence à ressentir un accroissement constant de sa population, grâce à l'arrivée du train et l'inauguration de la nouvelle station de train à Cunit ainsi que le projet de la Cité-Jardin de Segur de Calafell initié par le mouvement architectural moderniste catalan du XIXe siècle et du début du XXe siècle, connu historiquement comme le « bloc de Segur ».
Les premières zones d'urbanisation furent construites par un groupe d'allemands dans la zone actuellement appelée « Haug »[réf. nécessaire].
Actuellement[Quand ?], la ville est divisée en différentes zones urbaines formant presque une continuité urbaine entre elles, à l’exception de zones excentrées comme « Els Jardins », « Els Rosers » et « Costa-Cunit ».

## Économie
Au cours des trois dernières décennies, la structure du tissu économique de Cunit s'est développée autour du secteur de la construction. C'est la plus importante industrie de la ville[réf. nécessaire].

### Agriculture
La superficie agricole est de 449 ha. La vigne, qui en 1900 couvrait 300 ha, s'est réduite considérablement (96 ha), devancé par les céréales (229 ha), les caroubiers (11 ha), les oliviers (11 ha), et les amandiers (18 ha).

### Hôtellerie et Tourisme
Depuis août 2008, Cunit possède deux hôtels étoilées (un 3 étoiles ouvert uniquement pour la période estivale et un autre de 4 étoiles ouvert toute l’année), quelques autres hôtels et un camping « Mar de Cunit » juste devant la mer.

### Transports et mobilité
Cunit dispose d'un large choix de modes de transports qui permettent de traverser ou d'accéder facilement à la ville.

#### Routes
Cunit est desservi par la Route C-31 (anciennement la C-246), appelée l' avenue de Barcelone : c'est la principale voie d’accès de la ville. Elle traverse toute la ville parallèlement à la côte.

#### Voies ferroviaires
Cunit est située dans la zone 5 de Barcelone. La ligne R2 Sud conduit directement à Barcelone. En semaine, un train part toutes les 30 minutes de la gare de Cunit pour Barcelone. Il faut compter environ 50 minutes de trajet pour arriver à la première gare: Barcelona Sants. Un aller adulte coûte 4,30 € (tarif en 2012).

## Attractions touristiques
La majorité des habitants de la ville possèdent une résidence secondaire d'été[réf. nécessaire]. C'est pourquoi, l'été la population de Cunit voit son nombre multiplié par 2,5. La majorité des touristes viennent de Barcelone et de Saragosse même si les touristes européens sont de plus en plus nombreux, notamment les allemands qui viennent à Cunit depuis les années 1960.
Cunit fait partie de la marque touristique de la province de Tarragone et de la Côte Dorada, dont le nom a été donné en raison de la couleur de ses plages (dorées), et la route de Xató, une route gastronomique qui passe par différents villages du Penedès et du Garraf.
L'autre spécificité touristique de la ville est qu'elle est reliée à de nombreuses villes importantes Barcelone, Sitges, Tarragone et les gares de Salou et Cambrils, où l'on trouve le complexe de loisirs PortAventura World. De plus, Cunit possède un accès rapide à la route des vins et du cava (sorte de champagne espagnole) du Penedès.
D'autres centres de loisirs se trouvent à proximité comme Aquapark & Aqualéon à Albiñana, Calafell Slide à Calafell et Aquapolis à la Pineda (Vilaseca[Lequel ?]).

### Fêtes et évènements
- Janvier : Festa Major Petita d'Hivern (Festival du petit hiver)
- Février : Carnaval
- Mars :
  - Mes de la mujer (Mois de la femme)
  - Mitja Marató de Cunit (Marathon de Cunit). Réalisé depuis 1991.
  - Xatonada al Romànic (Xatonada en style roman)
- Avril : Feria de Abril (Foire d'avril)
- Juin : Fira de Cunit (Foire de Cunit). Foire des commerces de Cunit.
- Juillet : Festa Major d'Estiu (Fête Majeur d'été): nombreuses animations durant tout un week-end avec feux d'artifice.
- Août :
  - Cinema a la Fresca (Cinéma au frais). Chaque dimanche d'août.
  - Electrofaro. Festival de musique pour les jeunes
  - Torneo Nocturno de Volei Playa 4x4 (Tournoi de Volley-ball)
  - Elección de la Reina (élection de la Reine du Carnaval)
- Septembre : La Diada, le 11 septembre : Fête Nationale de la Catalogne
- Octobre : La Castanyada (Fête des Morts oú l'on mange des châtaignes)
- Décembre : Cursa de Sant Silvestre (Réveillon du Nouvel An).